# National Health and Nutrition Examination Survey
Die National Health and Nutrition Examination Survey (NHANES) ist eine statistische Erhebung und Forschungsprogramm des National Center for Health Statistics (NCHS) in den Vereinigten Staaten.

## Aufgabenstellung
Die Ziele der NHANES bestehen darin, den Gesundheitsstatus und Ernährungszustand von Erwachsenen und Kindern in den USA zu erheben und Änderungen über die Zeit hinweg zu dokumentieren. Dies wird durch eine Kombination aus Patientengespräch und körperlicher Untersuchung erreicht.
Das Gespräch beinhaltet demographische, sozioökonomische, dietäre und gesundheitsbezogene Fragen. Bei der Untersuchung wird auf medizinische, zahnärztliche und physiologische Aspekte Wert gelegt und sie inkludiert ebenfalls Laboruntersuchungen durch medizinisches Personal.

## Ergebnisse
Die erste NHANES wurde 1971 durchgeführt. Die Ergebnisse der Studie tragen dazu bei, die Prävalenzen relevanter Erkrankungen in der Bevölkerung sowie Risikofaktoren für Krankheiten festzustellen. In weiterer Folge werden die gewonnenen Informationen benutzt, um den Ernährungszustand und seine Assoziationen mit Förderung der Gesundheit und Verhinderung von Krankheiten zu beurteilen.
Aus der NHANES gehen ebenfalls landesweite Einheitstabellen wie etwa für die Durchschnittsgröße, das Körpergewicht und den als gesund bezeichneten Blutdruck hervor. Epidemiologische Studien und gesundheitswissenschaftliche Forschungsprogramme verwenden diese Daten, um für die Bevölkerung wichtige Ratschläge und Empfehlungen herauszugeben und Gesundheitsprogramme und -dienste zu etablieren und verbessern und ebenfalls das Wissen über Gesundheit zu erweitern.